# Ion Negoițescu
Ion Negoițescu (10 août 1921 à Cluj - 6 février 1993 à Munich) est un historien de la littérature roumaine, poète, romancier, critique et mémorialiste, et l'un des principaux membres du Cercle littéraire Sibiu. Negoițescu commence sa carrière alors qu'il n'est encore adolescent, et se fait connaître comme théoricien, historien de la littérature et critique littéraire. Il est aussi l'un des rares intellectuels ouvertement homosexuels en Roumanie avant les années 1990. Dissident, il est incarcéré à plusieurs reprises sous le régime communiste.